# David O. Russell
David Owen Russell (New York, 20 agosto 1958) è un regista e sceneggiatore statunitense.
Ha ricevuto tre candidature ai Premi Oscar come miglior regista rispettivamente per i film The Fighter, Il lato positivo - Silver Linings Playbook e American Hustle - L'apparenza inganna. Ha inoltre vinto un Premio BAFTA e ricevuto 2 candidature all'Oscar come migliore sceneggiatura. Sono note le collaborazioni nei suoi film con Jennifer Lawrence, Bradley Cooper, Christian Bale, Amy Adams e Robert De Niro.

## Biografia
Nasce da padre ebreo russo e da madre italoamericana. I suoi nonni materni, Frank Muzio e Philomena Brancata, entrambi di origine lucana, provenivano rispettivamente da Craco e Ferrandina, comuni in provincia di Matera. Si diploma al Amherst College nel 1981, per poi laurearsi in scienze politiche e inglese.

### Gli inizi
Nel 1987 scrive, dirige e produce Bingo Inferno: A Parody on American Obsessions, un cortometraggio su una madre ossessiva che gioca a bingo. Due anni più tardi realizza un altro cortometraggio intitolato Hairway to the Stars, con Bette Davis e William Hickey. Entrambi i cortometraggi sono stati proiettati al Sundance Film Festival.
Nel 1994 dirige il suo primo lungometraggio Spanking the Monkey, prodotto da Dean Silvers e interpretato da Jeremy Davies nei panni di un giovane travagliato e Alberta Watson nei panni di sua madre solitaria. Nonostante l'argomento controverso, il film ha ricevuto il plauso della critica e gli è valso il premio per la migliore prima sceneggiatura d'esordio e per il miglior film d'esordio agli Independent Spirit Awards, nonché il premio del pubblico al Sundance Film Festival.
Nel 1996 dirige Ben Stiller e Patricia Arquette nella commedia Amori e Disastri. Il film racconta di un uomo nevrotico che viaggia con la moglie e un'assistente sociale per trovare i suoi genitori biologici. È stato proiettato nella sezione Un Certain Regard del Festival di Cannes ed è stato ben accolto dalla maggior parte della critica.
Dopo il successo delle due precedenti pellicole, nel 1999 realizza Three Kings, una commedia nera sulla Guerra del Golfo che vede protagonisti George Clooney, Mark Wahlberg e Spike Jonze. Il film è stato un grande successo sia di critica e botteghino, incassando 60 milioni negli Stati Uniti e 100 milioni in tutto il mondo.
Nel 2004 è il regista di I Heart Huckabees - Le strane coincidenze della vita. Il film ha ottenuto recensioni contrastanti ed incassi al botteghino inferiori rispetto al precedente film.

### L'affermazione
Nel 2010 si dedica ad un dramma biografico che si concentra sull'ascesa del pugile Micky Ward per rivendicare il titolo dei pesi welter leggeri e sulla sua difficile relazione con sua madre e il suo fratellastro maggiore. The Fighter, con protagonisti Mark Wahlberg, Christian Bale, Amy Adams e Melissa Leo, conquista la critica ed incassa 129 milioni al botteghino in tutto il mondo. Il film riceve sette candidature ai Premi Oscar 2011, tra cui la prima candidatura al miglior regista per Russell.
Nel 2012 adatta Il lato positivo - Silver Linings Playbook, tratto dal romanzo di Matthew Quick. Il film vede protagonisti Bradley Cooper, Jennifer Lawrence, Robert De Niro e Jacki Weaver. La pellicola ha ottenuto un ottimo successo di critica e pubblico, conquistando il Premio del pubblico al Toronto International Film Festival ed otto candidature ai Premi Oscar 2013, quattro candidature ai Golden Globe 2013 e tre candidature ai Premi BAFTA 2013.
L'anno successivo dirige American Hustle - L'apparenza inganna, una commedia basata su eventi reali e racconta l'operazione Abscam, creata dall'FBI verso la fine degli anni settanta per indagare sulla corruzione dilagante nel Congresso degli Stati Uniti e in altre organizzazioni governative. Il film ha riunito il regista con Bale e Adams dopo The Fighter, così come con Cooper, Lawrence e De Niro dopo Il lato positivo - Silver Linings Playbook. Il film si conferma un successo di critica, conquistando uno Screen Actors Guild Award per il miglior cast cinematografico, tre Golden Globe su sette candidature e dieci candidature ai Premi Oscar 2014, senza tuttavia trionfare in nessuna categoria.
Dopo una lunga produzione travagliata iniziata nel 2008 e alla quale nel luglio 2010, il regista aveva abbandonato il progetto, nel 2015 viene distribuito Accidental Love dove Russell viene accreditato sotto il nome di Stephen Green. Lo stesso anno dirige Joy, una commedia biografica sull'inventrice e imprenditrice americana Joy Mangano. Per la terza volta il regista torna a lavorare assieme a Jennifer Lawrence, Bradley Cooper e Robert De Niro. Il film ha ricevuto recensioni contrastanti, concentrandosi principalmente sull'interpretazione di Jennifer Lawrence, sulla regia di Russell e sulle interpretazioni di supporto di Diane Ladd e Robert De Niro. La pellicola ha incassato un totale di 101 milioni al botteghino in tutto il mondo. Il film ha ottenuto due candidature ai Golden Globe 2016, tra cui miglior film commedia o musicale e migliore attrice in un film commedia o musicale a Jennifer Lawrence, che si è aggiudicata. L'attrice è stata anche candidata ai Premi Oscar 2016 come miglior attrice, l'unica candidatura ottenuta dalla pellicola.
Nel 2022 esce Amsterdam, thriller storico da un budget di ottanta milioni di dollari in cui Russell dirige Christian Bale, Margot Robbie, John David Washington, Rami Malek, Taylor Swift, Robert De Niro e Anya Taylor-Joy. Il film riceve critiche generalmente negative dalla critica, soprattutto a causa della sua verbosità, e registra un pesante flop al botteghino.

## Controversie
Durante le riprese del film Three Kings, si era diffusa la notizia che il regista e George Clooney avessero litigato sul set. In un'intervista del 2000, l'attore ha descritto il suo confronto con Russell, riportando che il regista stava sminuendo lo staff sia verbalmente che fisicamente, continuando a spingerli ed umiliarli. Secondo quanto riportato dalla giornalista Sharon Waxman, Russell ha effettivamente dato una testata a Clooney e l'attore ha afferrato a sua volta il regista per la gola. In seguito Russell si è scusato e le riprese sono continuate, ma Clooney ha descritto l'incidente come " la peggiore esperienza della mia vita." Quando gli è stato chiesto se avrebbe lavorato di nuovo con Russell, Clooney ha risposto: "La vita è troppo breve. Abbiamo passato un periodo davvero difficile insieme, ma è il caso che entrambi invecchiamo. Apprezzo davvero il lavoro che continua a fare e penso che apprezzi quello che sto cercando di fare."
Il regista ha avuto dei conflitti con l'attrice Lily Tomlin durante le riprese di I Heart Huckabees - Le strane coincidenze della vita e nel marzo 2007 sono trapelati su YouTube due video che ritraggono discussioni sul set tra il regista e l'attrice. In un'intervista del 2011 con Movieline, all'attrice è stato chiesto dell'incidente e lei ha risposto: "A volte succede, ma David è una persona molto volubile, e questo è parte del motivo per cui è così brillante. Rispecchia quasi il film. Ho fatto due film con lui, e I Heart Huckabees era così pazzo. Facevamo sempre qualcosa, e poi diventavamo maniacali e pazzi e me ne sono innamorata. Poi si è scagliato contro di me. È come una lite in famiglia e di solito viene trattata in quel modo sul set. Non vogliamo comportarci male, è imbarazzante. Ti comporti come un pazzo. Ma adoro David. Lo adoro come talento. Subito dopo l'incidente molti dei miei amici hanno detto: "Beh, non lavorerai più con lui". Ma ho replicato: "Certo che lo farei! Lo adoro, è brillante".
Secondo la rivista online Salon.com, durante la produzione di American Hustle - L'apparenza inganna il regista ha reso "la vita di Amy Adams un inferno vivente" e Christian Bale è intervenuto. La rivista ha inoltre reso noto che in un'email al capo della Sony Michael Lynton, il giornalista Jonathan Alter ha dichiarato che il regista ha afferrato un ragazzo per il colletto e ha insultato ripetutamente le persone di fronte agli altri. L'attrice ha poi dichiarato alla rivista GQ: "Ero devastata sul set. Non mi piace vedere le altre persone trattate male. Non va bene per me."

## Filmografia

### Regista

#### Cinema
- Spanking the Monkey (1994)
- Amori e disastri (Flirting with Disaster) (1996)
- Three Kings (1999)
- I Heart Huckabees - Le strane coincidenze della vita (I Heart Huckabees) (2004)
- The Fighter (2010)
- Il lato positivo - Silver Linings Playbook (Silver Linings Playbook) (2012)
- American Hustle - L'apparenza inganna (American Hustle) (2013)
- Accidental Love (2015)
- Joy (2015)
- Amsterdam (2022)

#### Cortometraggi
- Bingo Inferno: A Parody on American Obsessions (1987)
- Hairway to the Stars (1990)
- Soldiers Pay (2004) - Documentario

### Sceneggiatore
- Bingo Inferno: A Parody on American Obsessions (1987) - cortometraggio
- Spanking the Monkey (1994)
- Amori e disastri (Flirting with Disaster) (1996)
- Three Kings (1999)
- I Heart Huckabees - Le strane coincidenze della vita (I Heart Huckabees) (2004)
- Il lato positivo - Silver Linings Playbook (Silver Linings Playbook) (2012)
- American Hustle - L'apparenza inganna (American Hustle) (2013)
- Joy (2015)
- Amsterdam (2022)

### Produttore
- Bingo Inferno: A Parody on American Obsessions (1987) - cortometraggio
- Spanking the Monkey (1994)
- The Slaughter Rule (2002)
- Anchorman - La leggenda di Ron Burgundy (2004)
- I Heart Huckabees - Le strane coincidenze della vita (I Heart Huckabees) (2004)
- Soldiers Pay (2004)
- Joy (2015)
- Amsterdam (2022)

## Premi e candidature
Premio Oscar
- 2011 – Candidatura al miglior regista per The Fighter[10]
- 2013 – Candidatura al miglior regista per Il lato positivo - Silver Linings Playbook
- 2013 – Candidatura alla migliore sceneggiatura non originale per Il lato positivo - Silver Linings Playbook
- 2014 – Candidatura al miglior regista per American Hustle - L'apparenza inganna
- 2014 – Candidatura alla migliore sceneggiatura originale per American Hustle - L'apparenza inganna

Golden Globe
- 2011 – Candidatura al miglior regista per The Fighter
- 2013 – Candidatura alla miglior sceneggiatura per Il lato positivo - Silver Linings Playbook
- 2014 – Candidatura al miglior regista per American Hustle - L'apparenza inganna
- 2014 – Candidatura alla miglior sceneggiatura per American Hustle - L'apparenza inganna

Premio BAFTA
- 2013 – Miglior sceneggiatura non originale per Il lato positivo - Silver Linings Playbook
- 2014 – Candidatura al miglior regista per American Hustle - L'apparenza inganna
- 2014 – Miglior sceneggiatura originale per American Hustle - L'apparenza inganna

David di Donatello
- 2013 – Candidatura al miglior film straniero per Il lato positivo - Silver Linings Playbook
- 2014 – Candidatura al miglior film straniero per American Hustle - L'apparenza inganna

Grammy Award
- 2015 – Candidatura alla miglior raccolta di colonna sonora per arti visive per American Hustle - L'apparenza inganna

Hollywood Film Awards
- 2012 – Regista dell'anno per Il lato positivo - Silver Linings Playbook

Satellite Award
- 2000 – Candidatura alla miglior sceneggiatura originale per Three Kings
- 2012 – Candidatura alla miglior sceneggiatura non originale per Il lato positivo - Silver Linings Playbook
- 2012 – Miglior regista per Il lato positivo - Silver Linings Playbook
- 2013 – Miglior sceneggiatura originale per American Hustle - L'apparenza inganna
- 2013 – Candidatura al miglior regista per American Hustle - L'apparenza inganna

Toronto International Film Festival
- 2012 – Premio Del Pubblico per Il lato positivo - Silver Linings Playbook